# Нароч (озеро)
Нароч (біл. Возера Нарач) — озеро у Мядельському районі Мінської області Білорусі. Озеро розміщене в басейні річки Нароч. Входить до складу Нарочанської групи озер. Нароч — найбільше озеро Білорусі. Площа — 79,6 км². Найглибше місце — 24,8 м. Довжина берегової лінії — 41 км. Об'єм води — 710 млн м³. Площа водозбору — 199 км². Глибина — 24,8 м. Ширина — 9,8 км.

## Опис
Озеро Нароч утворилося декілька тисячоліть тому внаслідок відходу льодовика. На шляху льодовика на півночі утворився Свенцинський кряж. Вода талого льоду утворила великий водний простір, з якого після, з пониженням рівня води, виокремилися озера, які утворили Нарочанську групу. Нароч — типовий представник природи півночі Білорусі — Білоруського Поозер'я.
Лежить у басейні річки Нарочі (витікає з озера), за 4 км від міста Мядель.
У Нарочі водиться понад 20 видів риби, найпоширеніші з яких — щука, вугор, минь річковий, плоскирка, що також мають промислове значення.
Озеро відзначається наявністю водоплаваючих пташок: лебедя-шипуна, крячка малого, скопи, які віднесені до Червоної книги Республіки Білорусь.
В озеро впадають десятки струмків та коротка річка Скема з озера Мястра.
Сприятливі кліматичні умови, ліси поблизу озера, мальовничі краєвиди обумовили виникнення довкола озера курорту. Тут працюють оздоровчі санаторії, будинки відпочинку, дитячі табори, турбази.
На березі озера знаходиться курортне селище Нароч.
Озеро Нароч і його околиці утворюють Нарочанський національний парк.

## Історія
Під час Першої Світової війни у 1916 році в околицях озера проводилася Нарочська операція — невдала спроба наступу російської армії.
У 1921 — 1939 роки озеро Нароч знаходилося на території Польської Республіки й було найбільшим озером тієї країни.